# Грегоріо Васкес де Арсе-і-Себальос
Грегоріо Васкес де Арсе-і-Себальос (ісп. Gregorio Vásquez de Arce y Ceballos) (9 травня 1638 року — 6 серпня 1711 року) — провідний художник Латинської Америки колоніальної епохи.
Грегоріо Васкес де Арсе-і-Себальос народився 9 травня 1638 року у місті Санта-Фе-де-Богота в Новій Гранаді (нині Богота, Колумбія). Грегоріо мав андалузьке коріння, так як його предки перебралися у Південну Америку із Севільї в XVI столітті.
Грегоріо Васкес вважається найбільшим художником Колумбії, який жив і творив у період розквіту стилю бароко. Велика частина його картин має релігійний сюжет, включаючи теми про життя Ісуса Христа, Діви Марії і католицьких святих, а також і сцени з Нового Заповіту. Більш скромне місце в його творчості займає алегоричний і портретний живопис.
Найбільш відомі роботи:
- серія «Пори року», «Страшний суд», 1673
- «Проповідь Святого Франциска Ксаверія», 1693
- Портрет Е. де Кальдаса Барбоси, 1698

76 картин та 106 малюнків Грегоріо Васкеса стали основою колекції Музею мистецтва колоніального періоду у Боготі.

## Картини художника

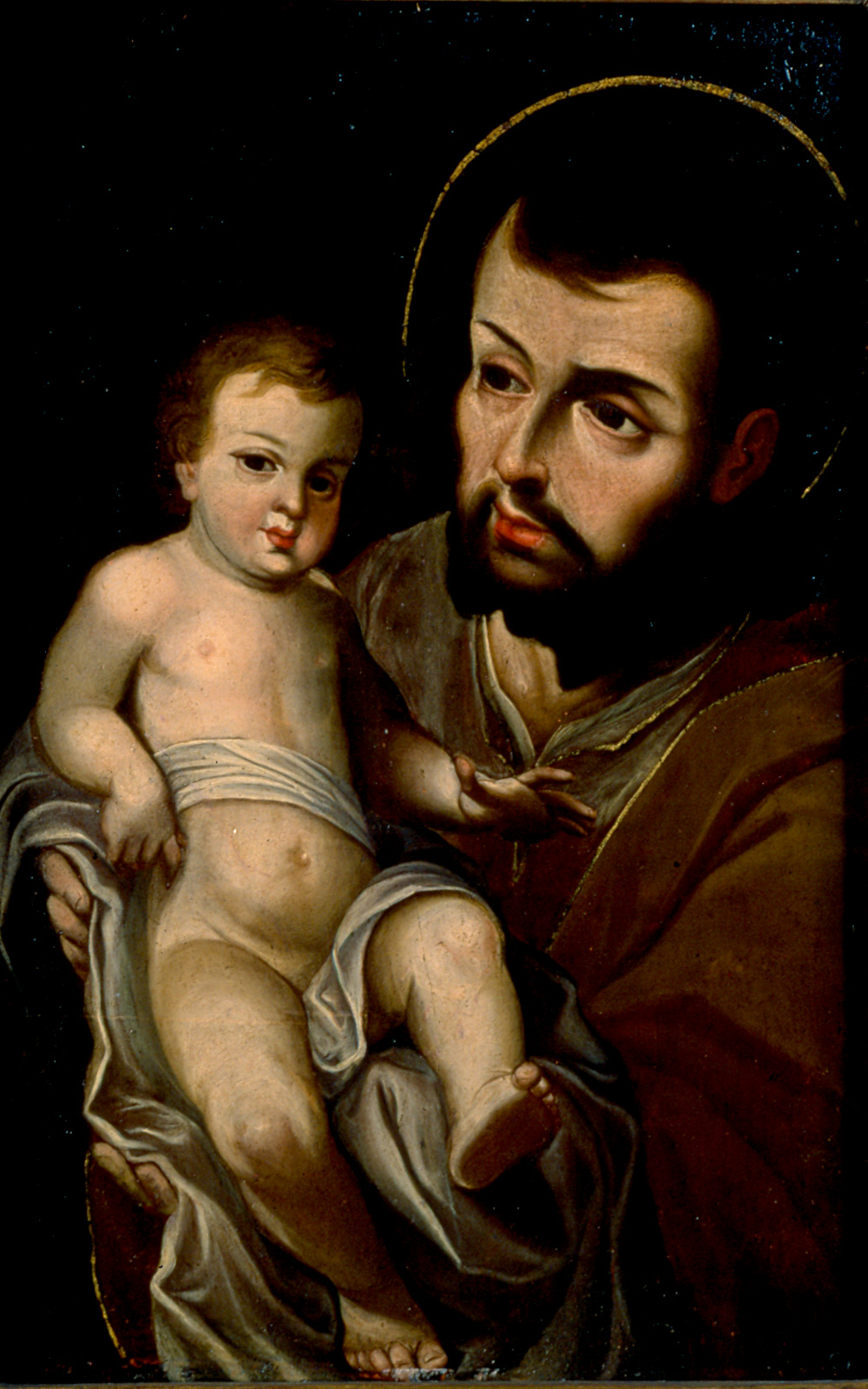
«Святий Йосиф з немовлям», 1670, Музей мистецтва колоніального періоду
«Свята Трійця», 1697, Національний музей Колумбії
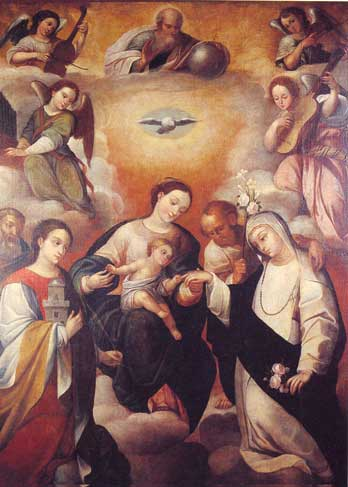
«Весілля Святої Катерини», 1700
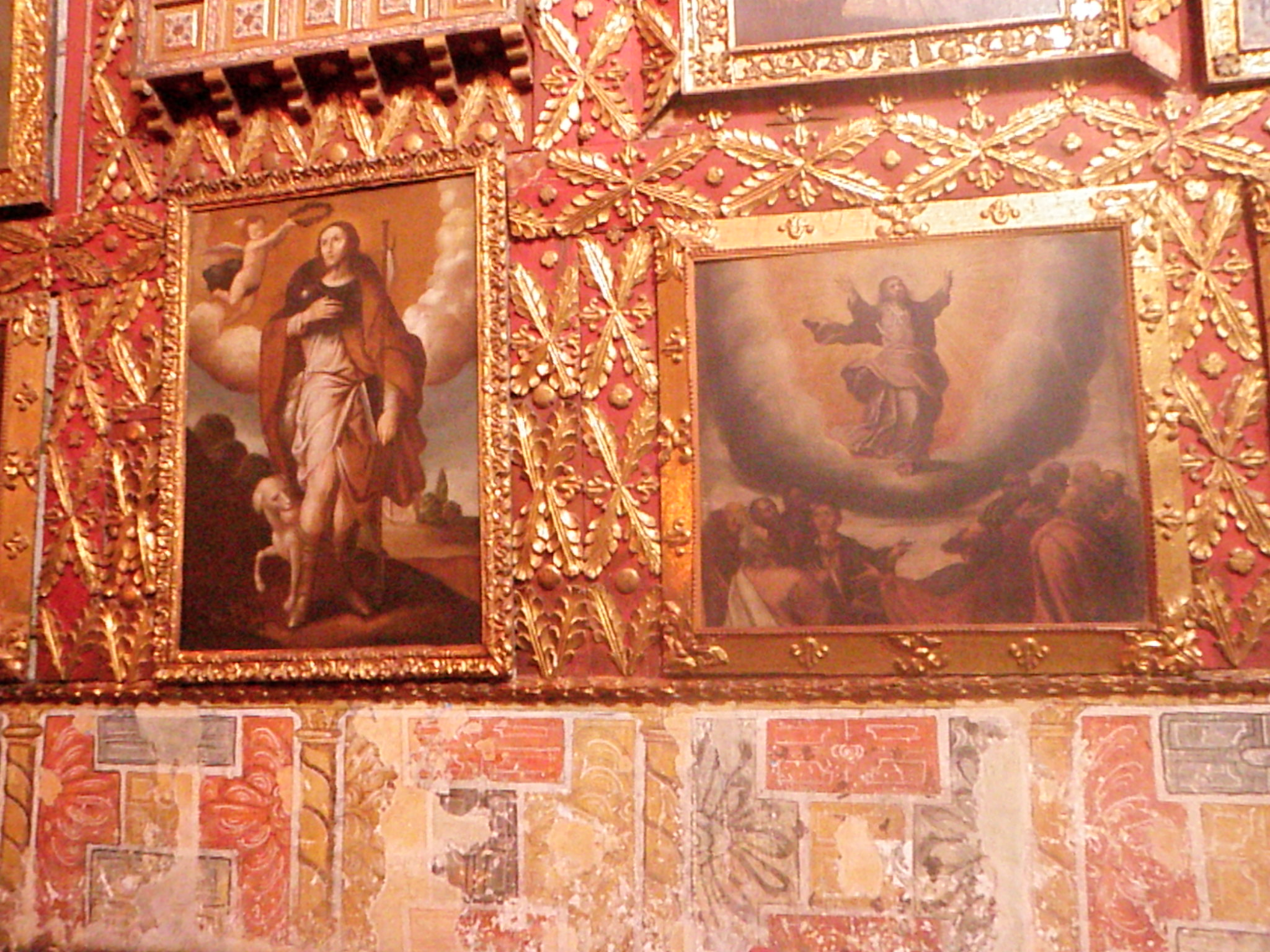
Фрески роботи Грегоріо Васкеса (церква Санта-Клара у Боготі)